# الإعصار الكبير سنة 1780
الإعصار الكبير سنة 1780 (بالإنجليزية: Great Hurricane of 1780)‏ هو الإعصار الأكثر فتكا في تاريخ أعاصير الأطلسي المدارية. خلّف هذا الإعصار حوالي 22,000 قتيل عندما اجتاح كلا من جزر مارتينيك وسانت إيستاتيوس وباربادوس ما بين 10 أكتوبر و16 أكتوبر 1780 . كما وقع أيضا ألاف الضحايا في الأراضي الداخلية بعيدا عن الشاطئ.

## العاصفة
ضرب هذا الإعصار البحر الكاريبي في غمرة الثورة الأمريكية محدثة خسائر كبيرة للأساطيل البريطانية والفرنسية التي كانت تتنافس على السيطرة على تلك المنطقة. الأسطول الذي كان تحت إمرة البريطاني جورج رودني والذي أبحر من نيويورك إلى غرب الإنديز تشتت شمله ودُمِّر نتيجة العاصفة. فمع وصوله إلى باربادوس أدرك ردوني أن ثمان سفن من أصل اثنتي عشرة كانت قد دُمِّرت تماما وأن طواقمها قد غرقوا.
| أعاصير الأطلسي الأكثر فتكا                      | أعاصير الأطلسي الأكثر فتكا | أعاصير الأطلسي الأكثر فتكا | أعاصير الأطلسي الأكثر فتكا |
| الترتيب                                         | الإعصار                    | الموسم                     | القتلى                     |
| ----------------------------------------------- | -------------------------- | -------------------------- | -------------------------- |
| 1                                               | «الإعصار الكبير»           | 1780                       | 22,000                     |
| 2                                               | ميتش                       | 1998                       | 9,000 – 18,000             |
| 3                                               | «غالفستون»                 | 1900                       | 8,000 – 12,000             |
| 4                                               | فيفي                       | 1974                       | 8,000 – 10,000             |
| 5                                               | «جمهورية الدومينيكان»      | 1930                       | 2,000 – 8,000              |
| المقال الرئيسي: قائمة بأكثر أعاصير الأطلسي فتكا |                            |                            |                            |

ذكرت بعثة بريطانية أرسلت لإحصاء الخسائر أن العاصفة دامت يومين بالقرب من باربادوس. ونتيجة لكبر حجم الخسائر ظنت البعثة خطأ أن زلزالاً قد رافق العاصفة. فقد كانت الجزيرة قد سويت بالأرض تماما، والعشرات من قوارب الصيد لم تعد من رحلاتها، وخسرت كل عائلة في الجزيرة تقريبا بعضا من أفرادها.

## معلومات متفرقة
تميز موسم الأعاصير الأطلسية في العام 1780 م بأن ثلاثة من هذه الأعاصير حدتث في شهر أكتوبر وتسبب كل منها في مقتل ما لا يقل عن 1,000 شخص .
وفي نفس العام سجلت الكلف الشمسية أعلى نسبة لها منذ عدة قرون. فقد شهدت الدورة الشمسية القصوى، ما بين حوالي 1775 إلى 1785 م، عددا غير معتاد من الأعاصير الفتاكة 3 من قائمة الأعاصير العشرة الأكثر فتكا و 6 من قائمة الأعاصير الخمسة والعشرين المسجلة على مدى الأربعة قرون الماضية . ولم ينتج عن النشاط الشمسي عددا أكبر من الكلف الشمسية عما كان عليه في ذلك العام إلى خلال الأعوام 1958 و2000-2002 م، حيث بلغت أعلى معدل سجل منذ آلاف السنين .
من أعاصير الأطلسي الأخرى والتي أسفرت عن عدد كبير من الضحايا إعصار ميتش وإعصار غالفيستون في 1900، مقارنة بإعصار كاترينا الذي ذهب ضحيته ما يقل عن 2,000 شخص.

## وصلات خارجية
- (بالإنجليزية) أعاصير الأطلسي المدارية الأكثر فتكا، 1492–1996, تأليف إدوارد رابابورت وخوسيه فيرنانديز-بارتاغاس.
- (بالإنجليزية) الكوارث الطبيعية: الأعاصير، تأليف باتريك ج. فيتزباتريك، ABC-CLIO Inc, صدر في 1999 (ISBN 1-57607-071-9).